# Bernard de Fombelle
Bernard Marie Louis Joseph Jévardat de Fombelle (Limoges, 9 de enero de 1924-Limoges, 14 de julio de 1987) fue un jinete francés que compitió en la modalidad de salto ecuestre.
Ganó una medalla de plata en el Campeonato Europeo de Saltos Ecuestres de 1957, en la prueba individual. Participó en dos Juegos Olímpicos de Verano, ocupando el octavo lugar en Estocolmo 1956 y el quinto en Roma 1960, en la prueba por equipos.

## Palmarés internacional
| Campeonato Europeo | Campeonato Europeo      | Campeonato Europeo | Campeonato Europeo |
| Año                | Lugar                   | Medalla            | Categoría          |
| ------------------ | ----------------------- | ------------------ | ------------------ |
| 1957               | Róterdam (Países Bajos) | Medalla de plata   | Individual         |